# Gonfalon de saint Bernardin
Le Gonfalon de saint Bernardin est une peinture de Benedetto Bonfigli, conservée à la galerie nationale de l'Ombrie, à Pérouse, décrite en italien : Cristo Redentore in gloria con san Bernardino da Siena, angeli e offerta dei ceri votivi in onore di san Bernardino.

## Histoire
Cette peinture exposée comme tableau aujourd'hui est un gonfalon,  une bannière de procession commandée par la commune de Pérouse, destiné aux célébrations destinées à financer la construction de l'oratoire en l'honneur de saint Bernardin de Sienne, honoré dans la ville.
Le peintre avait déjà réalisé un autre étendard, le gonfalon de San Francesco al Prato, l'année précédente pour le même oratoire, mais pour une autre cause, celle des remerciements à la Vierge pour sa protection contre la peste.

## Iconographie
Saint Bernardin, mort en 1444, canonisé en 1450,  intercède auprès de Dieu, pour le peuple de Pérouse (populus perusinus). Il est reconnaissable à son profil (acéré, bouche tombante, verrue sur la joue) et à sa tablette portant le monogramme du Christ IHS.

## Description
La partie haute représente Jésus en Dieu souverain, entouré  d'anges, tenant la hampe de son étendard (à croix rouge sur fond blanc) ; devant lui et placé à ses pieds, saint Bernardin porte son monogramme flamboyant, le regard tourné vers lui.
La partie basse représente des monuments de la ville en fond et devant la façade de l'oratoire dédié au saint, terminée en 1462, avec, devant, l'assemblée des fidèles remettant leurs cierges en donation aux Franciscains pour son financement.
Cette assemblée est répartie comme toutes les manifestations religieuses de ce temps séparant les femmes et les hommes. Ici, les femmes ensemble à droite, les hommes à gauche avec les représentants de l'autorité de la cité (l'onoranza).

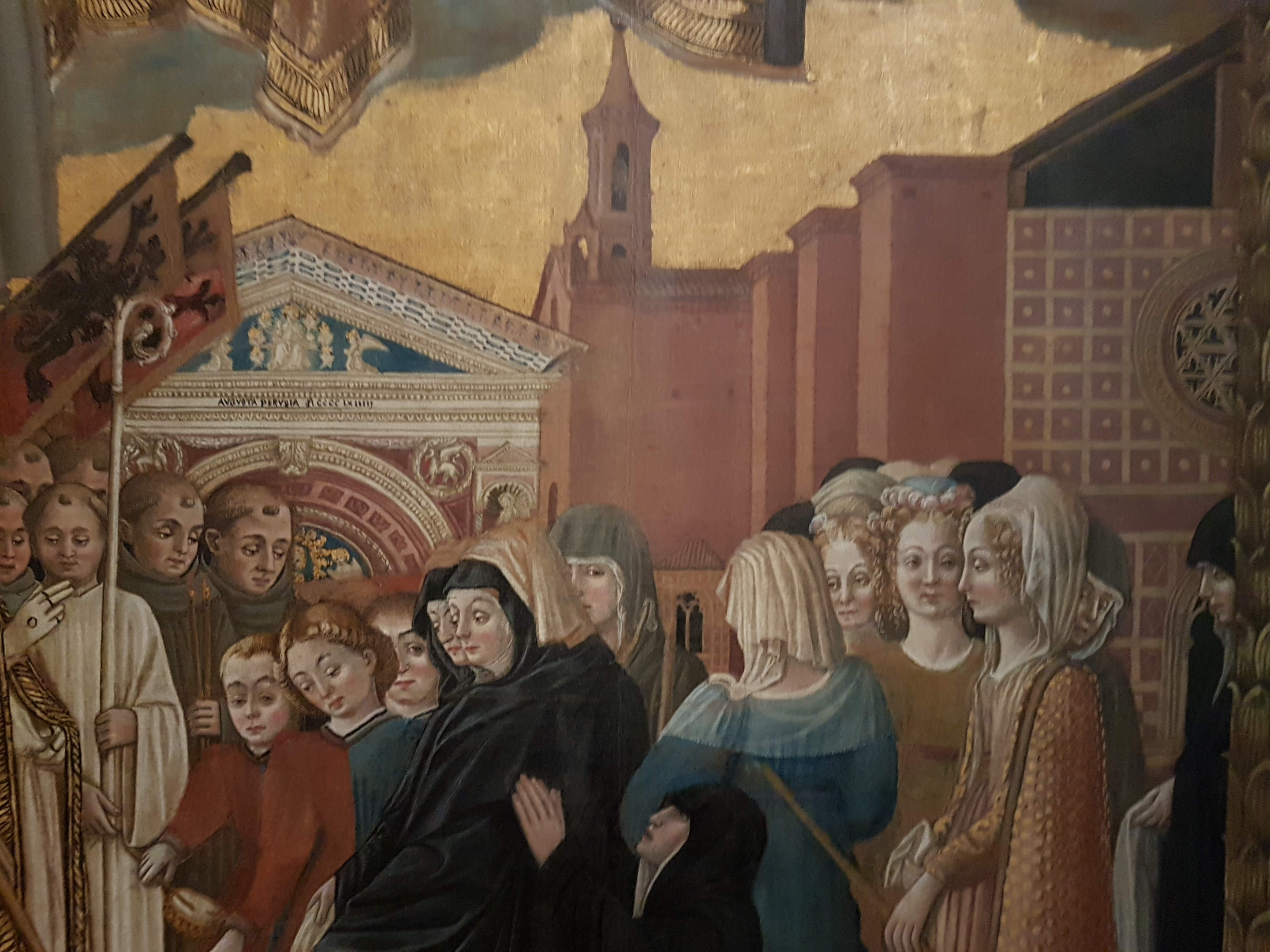
L'Oratoire Saint Bernardin et l'église San Francesco al Prato
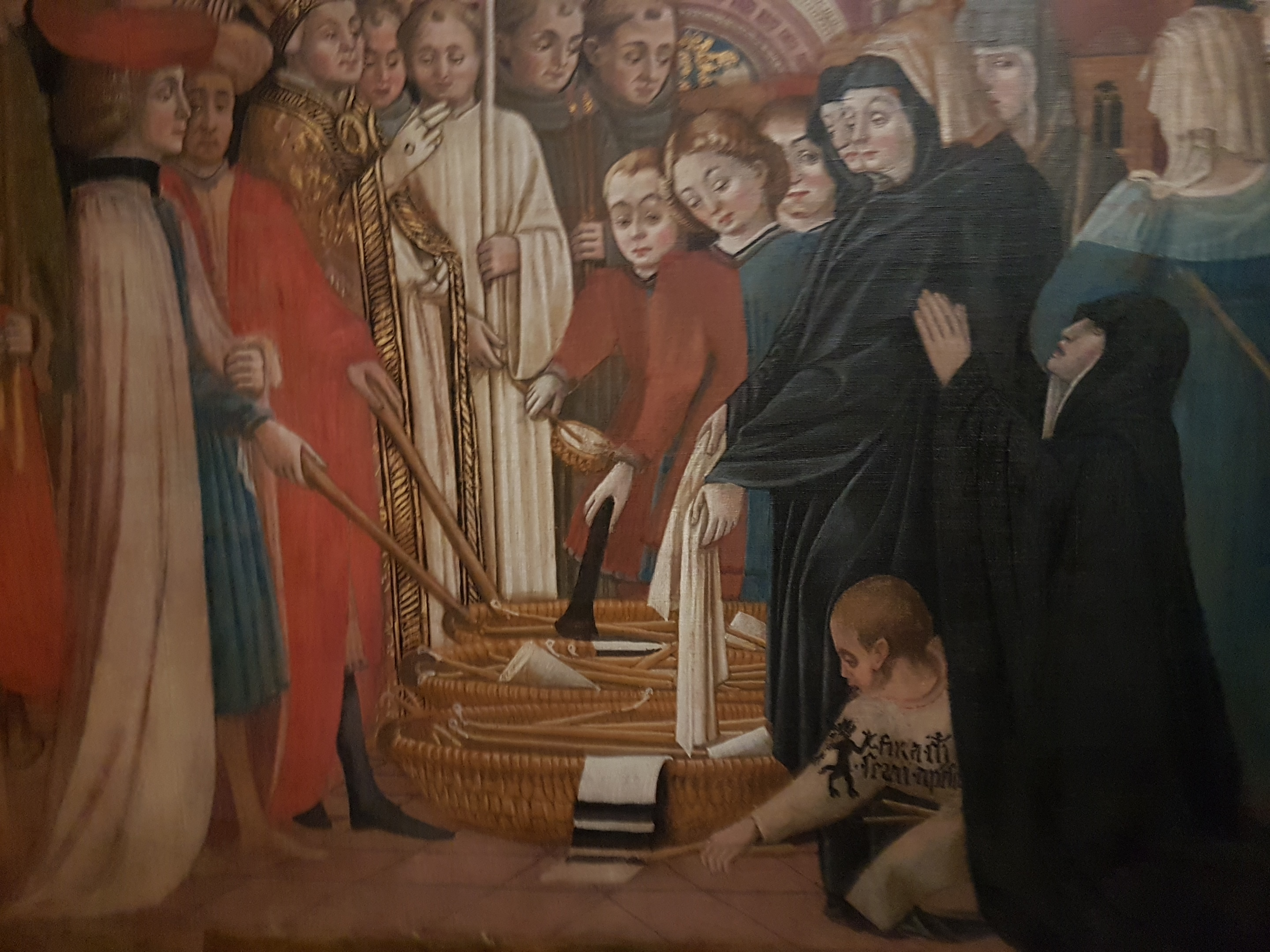
Détail de la procession.